# Brachyntheisogryllacris crassipes
Brachyntheisogryllacris crassipes är en insektsart som först beskrevs av Walker, F. 1859.  Brachyntheisogryllacris crassipes ingår i släktet Brachyntheisogryllacris och familjen Gryllacrididae. Inga underarter finns listade i Catalogue of Life.